# Serui
Serui (Seroei) is een kleine plaats op het eiland Yapen dat weer gelegen is in de Geelvinkbaai in de provincie Papoea in Indonesië.

## Geschiedenis
Serui is gesticht door Nederlanders op een plaats die ingeklemd ligt tussen een aantal traditionele dorpen: Serui-Laut, Tarau, Anotaurei, Mariadei en Turu.
De oprichting van een zogenaamde ODO (Opleiding tot dorpsonderwijzer) had een grote aantrekkingskracht op jonge mensen uit de regio en heeft bijgedragen tot de groei van de stad.
Omdat grote delen van het voormalige Nederlands-Nieuw-Guinea pas in de twintigste eeuw door de Nederlanders werden geëxploreerd is de ontstaansgeschiedenis van Serui dan ook relatief recent. Deze ligt waarschijnlijk ergens in de jaren twintig van de twintigste eeuw.

## Geografische situatie
Serui wordt aan drie kanten omsloten door kleine en grotere bergen en aan de zuidkant door de zee tussen Yapen en de Waropenkust. Door deze ligging kan uitbreiding niet of nauwelijks plaatsvinden.
Het water ten zuiden van Serui is zeer ondiep. Daarom heeft men een aanlegsteiger gebouwd die ver de zee in loopt, alwaar grote schepen met een flinke diepgang kunnen aanleggen.
Door de bodemgesteldheid en de steile bergen is de aanleg van begaanbare wegen achtergebleven. Geregeld wordt een stuk weg door regens en overstromingen weggespoeld.

## Staatkundige onderverdeling
Serui is de hoofdstad van de kabupaten of district Yapen. Vroeger was het de hoofdstad van de kabupaten Yapen-Waropen, maar sinds kort is Waropen afgescheiden van Yapen en vormt het een eigen kabupaten. Er zijn 3 zogenaamde kecamatan of subdistricten die onder de kabupaten Yapen vallen: Yapen Barat of West-Yapen, Yapen Selatan of Zuid-Yapen en Yapen Timur of Oost-Yapen. Van Yapen Selatan is Serui ook de subdistrictshoofdstad.

## Demografie
Gezien het feit dat Serui een bestuurskundig middelpunt is in de regio Yapen-Waropen zijn er in de stad heel veel ambtenaren. Een aanzienlijk deel daarvan is afkomstig uit andere delen van de Indonesische archipel. De verhouding tussen allochtonen en autochtonen in Serui is dan ook ongeveer 55% tegenover 45%. Serui telt bijna 25.000 inwoners. Daarmee is Serui een van de kleinste districtshoofdsteden in Papoea. Bovendien zijn vrijwel alle middelbare scholen van de regio gesitueerd in Serui hetgeen als gevolg heeft dat veel jongeren vanuit de dorpen naar de stad trekken om een opleiding te volgen. De bevolking in Serui is dus relatief jong.

## Economie
Rond Serui wordt op kleine schaal koffie en cacao verbouwd, echter aanzienlijk minder dan in de jaren 50 en begin '60. Bij het opzetten van de exploitatie heeft de laatste jaren UNDP een rol gespeeld. De kwaliteit van de cacao is zeer goed en wordt via tussenhandelaren aan de wereldmarkt aangeboden.
Verder is de lokale overheid druk bezig om andere economische activiteiten te promoten waaronder visserij, veeteelt en tuinbouw. Recentelijk worden autochtonen gestimuleerd om een eigen onderneming te starten, hiervoor zijn ook de financiële middelen ter beschikking gesteld.

## Faciliteiten
Het vliegveld is verplaatst van Serui naar Kamanap en biedt daarmee meer faciliteiten. Er worden enkele malen per dag, echter vaak onregelmatig, meerdere lijndiensten onderhouden tussen Jayapura en Serui. Er is een haven waar geregeld kleine en grotere schepen aanleggen. Grote passagiersschepen van de maatschappij Pelni frequenteren de haven. Er is een ziekenhuis, er zijn lagere en middelbare scholen en één hogere opleiding. Ook is er een dagelijkse markt en diverse winkels en een paar eethuizen. Er is 4 hotels en er zijn meerdere pensions.

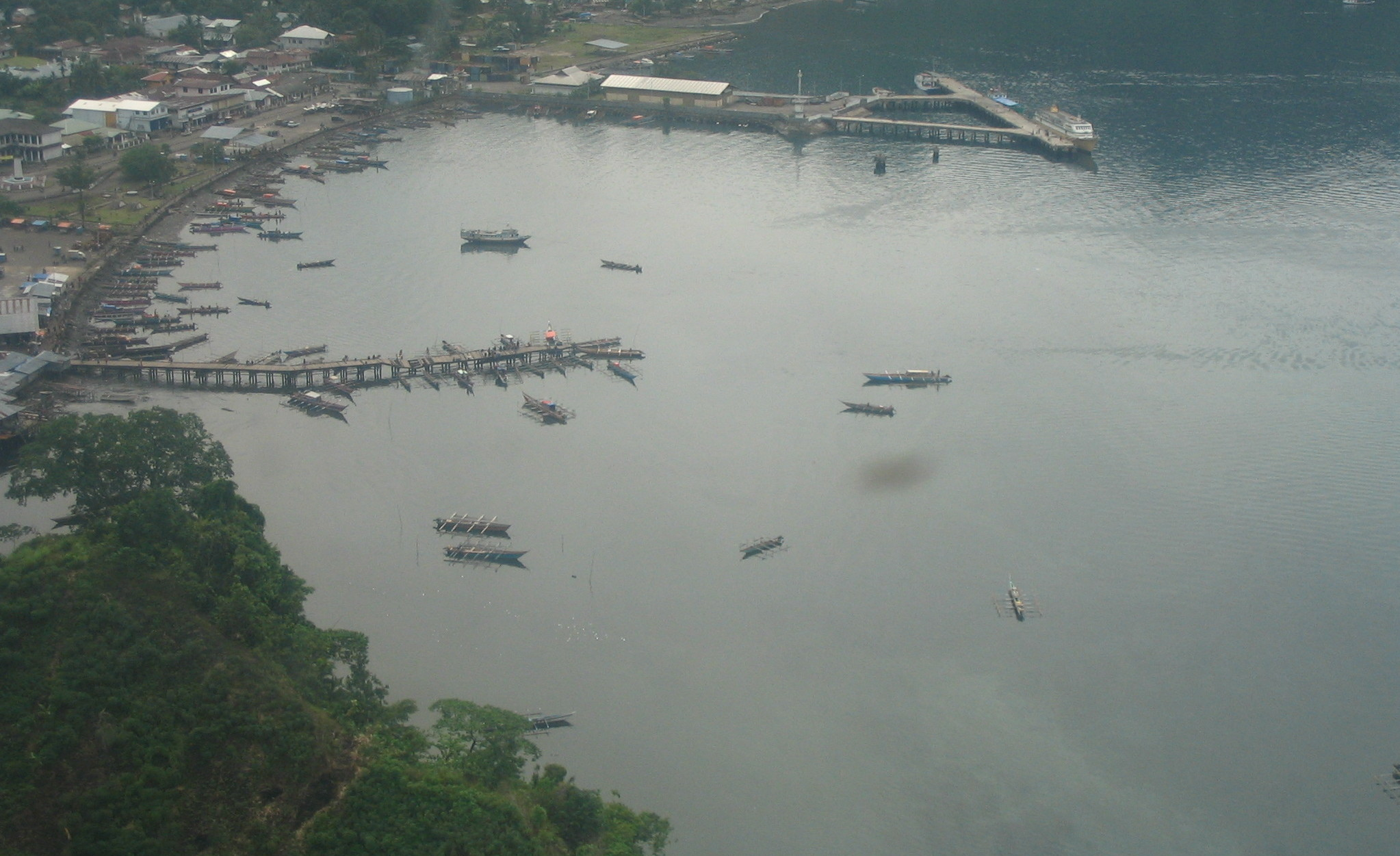
De haven van Serui

## Religie
Vanaf de jaren '20 van de twintigste eeuw zijn met name Nederlandse zendingsgenootschappen aangevangen met de verspreiding van het Christelijk geloof. Molukse zendingsonderwijzers die in hun kielzog meekwamen hebben een grote rol gespeeld in de verspreiding van dit geloof in afgelegen dorpen in de regio.
Meer recentelijk hebben Amerikaanse zendelingen van de Pinksterbeweging en Zevendedagsadventisten kerken gesticht en populariteit verworven. Tevens is er een Zwitsers zendingsgenootschap actief en verder is er een kleine Rooms-Katholieke minderheid. Allochtonen uit andere delen van Indonesië hebben de Islam meegebracht en moskeeën en andere gebedsruimten gebouwd.

## Taal
In Serui wordt over het algemeen het zogenaamde Serui Maleis gesproken. Dit is een niet officieel erkende variant van het Maleis met eigen kenmerken (zie ook: "Some Notes on the Variety of Malay used in Serui and Vicinity" van P.F. van Velzen in "Tales from a Concave World, Liber Amicorum Bert Voorhoeve" van Connie Baak, Mary Bakker en Dick van der Meij, ISBN 907-3006-06-6).
Bij officiële gelegenheden wordt Indonesisch gesproken.
In een aantal wijken die in vroeger tijden onafhankelijke dorpen waren wordt nog Yawa gesproken.